# Крепость (арт-группа)

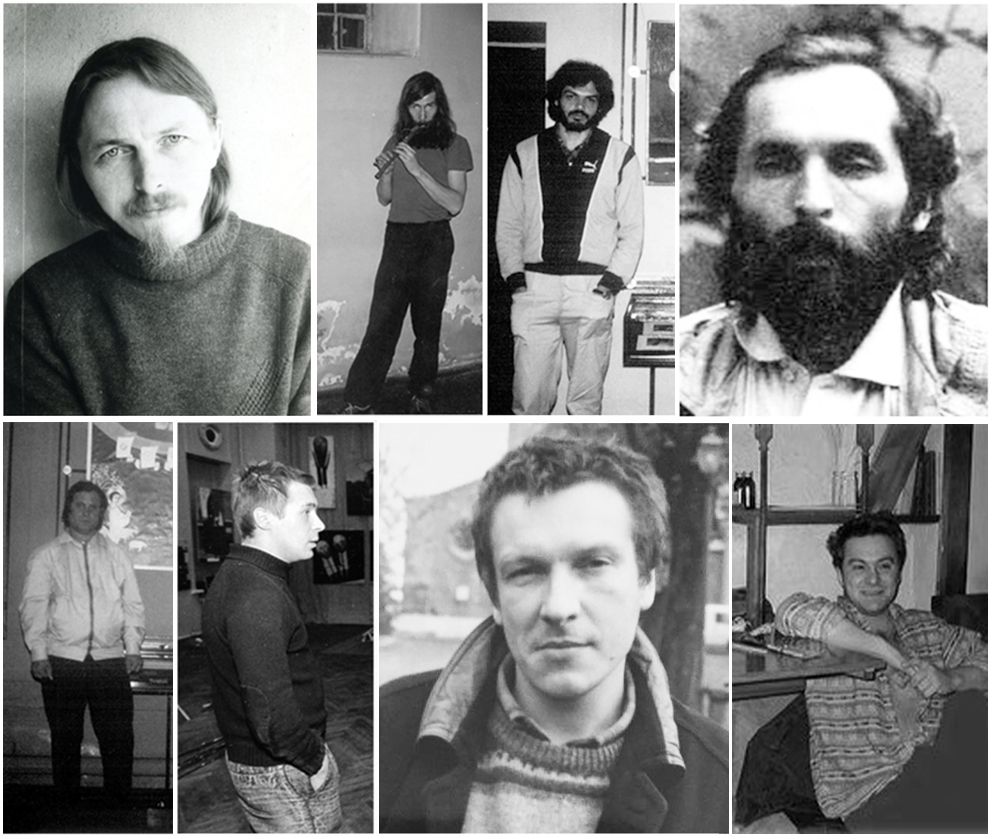
На фотографиях, сделанных в конце 80-х, основатели группы «Крепость»: В верхнем ряду художники — Сергей Молотков, Алексей Тараканов, Олег Погасий, Владимир Заклинский. В нижнем ряду — Василий Коломийцев, Герман Петровых, Сергей Потапенко, Александр Добровольский.

Арт-группа «Крепость» — творческое объединение, основанное группой художников ленинградского андеграунда во второй половине 80-х годов.

## История создания группы
В восьмидесятых годах прошлого столетия многие творческие люди Ленинграда — художники, музыканты, поэты и религиозные искатели — уходили в социальное «подполье». Они устраивались работать на низкие должности кочегаров, сторожей и дворников, а взамен получали духовную и творческую свободу, достаточный для скромной жизни заработок и зачастую отдельное помещение. Музей «Петропавловская крепость», представлявший собой огромный комплекс бастионов, зданий, скверов и потому нуждавшийся в большом количестве неквалифицированной рабочей силы, приютил в те годы многих. По вечерам они собирались в комнатах у дежуривших сторожей и часами говорили об искусстве, религии и проблемах общества, рисовали и музицировали. Из этого круга сформировалось ядро художников, которые впоследствии, перед своей первой выставкой в 1991 году, назвали себя «Группой Крепость».

## Основатели группы
Основу группы составили художники, работавшие в то время в Петропавловке, – Сергей Молотков, Василий Коломийцев, Алексей Тараканов, Владимир Заклинский и Олег Погасий, а также их друзья – Сергей Потапенко, Герман Петровых и Александр Добровольский. Некоторые из этих художников на выставке 1991 года только впервые получили возможность представить свое нонконформистское искусство широкой публике, а другие уже участвовали в выставках ленинградского андеграунда и имели определенное признание в художественных кругах России и за рубежом. Художники Сергей Молотков и Владимир Заклинский выставлялись в первой, еще нелегальной и потому разогнанной, квартирной выставке галереи «Ариадна» на ул. Желябова в 1988 году и в 1-й Биеннале новейшего искусства в Ленэкспо на пр. Просвещения в 1990 году. Владимир Заклинский принимал также участие во 2-й Биеннале в выставочном комплексе Ленэкспо в Гавани в 1992 году. Художники Герман Петровых, Сергей Потапенко и Александр Добровольский тоже неоднократно участвовали в первых официальных выставках ленинградского авангарда, организованных галереями «Ариадна» и «Невский-20» в конце 80-х и начале 90-х.

## История названия группы и первые выставки

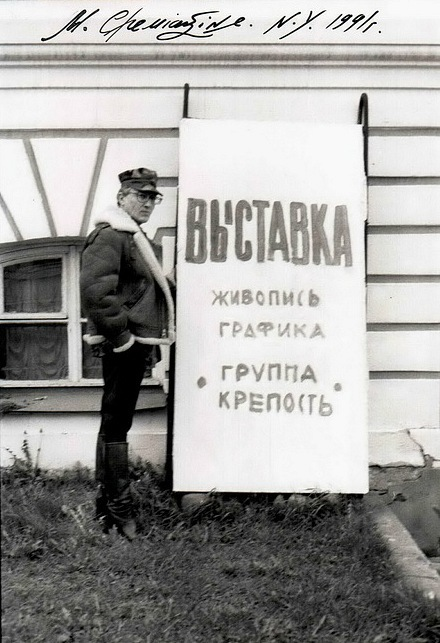
Художник Михаил Шемякин у афишы первой выставки группы «Крепость» в 1991 году.

Первая выставка группы «Крепость» состоялась летом 1991 года. Замысел провести выставку в залах Комендантского дома Петропавловки возник у Сергея Молоткова во время ночного дежурства сторожем в этом здании. Идея была с энтузиазмом принята остальными художниками и нашла поддержку у руководства музея. Стало ясно, что выставку надо проводить объединившись под общим названием. При совместном обсуждении родилось наименование, которое все приняли единодушно – «Группа Крепость», в честь Петропавловской крепости, сплотившей художников.
Выставка проходила в залах Комендантского дома. В ней вместе с художниками «Крепости» принял участие их добрый знакомый, известный художник старшего поколения Олег Фронтинский.  Выставка имела такой успех, что благодаря высокой посещаемости дважды переносилась дата ее закрытия. Она вызвала большой интерес в художественных кругах Ленинграда, некоторые картины были приобретены иностранными посетителями и частными коллекционерами. Побывавший на выставке Михаил Шемякин оценил выставку как «настоящий андеграунд» и назвал ее «новой Такелажной», вспомнив подобную выставку разнорабочих в Эрмитаже 70-х, в которой он сам принимал участие.
В 1992 году в Комендантском доме Петропавловской крепости состоялась вторая выставка группы «Крепость», практически в том же составе художников, но с обновленной экспозицией картин. Она также имела широкий резонанс.

## Первая юбилейная выставка, группе 20 лет
В дальнейшем в совместных выставках художников группы «Крепость» наступил большой перерыв. Это связано с тем, что одни из них уехали из Петербурга, а иные прекратили заниматься живописью, увлекшись иконописью, скульптурой или чем-то другим. И только в 2011 году в Петропавловской крепости, но уже в залах Инженерного дома, состоялась юбилейная выставка группы «Крепость». Она была посвящена двадцатилетию творческого объединения и памяти его художников, уже ушедших из жизни: Германа Петровых, Сергея Потапенко, Александра Добровольского и Василия Коломийцева. Особенностью этой расширенной по содержанию выставки было то, что в ней приняли участие не только художники первого состава группы, но и занимающиеся живописью сотрудники Государственного музея «Петропавловская крепость. Музей истории Санкт-Петербурга» и его филиалов.

## Выставка в Музее петербургского авангарда
Очередная выставка художников группы «Крепость» состоялась в июне-августе 2017 года в Музее петербургского авангарда. Она проходила под названием «Последние романтики Ленинграда». В ней приняли участие как основатели группы — художники Сергей Молотков, Алексей Тараканов, Владимир Заклинский, Олег Погасий, так и ее новые участники — Анна Гудкова, Юлия Никифорова, Александр Серов. Художники представили на выставке сохранившиеся картины ленинградского периода, экспонировавшиеся в первых выставках «Крепости», и свои новые работы последних лет. В экспозиции также были представлены картины почивших художников первого состава группы — Василия Коломийцева, Сергея Потапенко и Германа Петровых. Выставка широко освещалась в средствах массовой информации.

## Вторая юбилейная выставка, группе 30 лет
В 2021 году в Музее петербургского авангарда состоялась выставка группы «Крепость», посвященная ее 30-летнему юбилею. На выставке, проходившей в июле-августе под названием «Симфонический винегрет», было представлено более 130 живописных произведений. В ней приняли участие основатели группы «Крепость» – художники Сергей Молотков, Алексей Тараканов, Олег Погасий, Владимир Заклинский. По традиции в экспозицию были собраны работы почивших художников первого состава – Василия Коломийцева, Александра Добровольского, Германа Петровых и Сергея Потапенко. Представили свои произведения и новые участники группы – Анна Гудкова, Александр Серов, Андрей Столыпин и Станислав Гоменюк. Юбилей ленинградского творческого объединения широко освещался петербургскими и российскими СМИ.